# Agromyza alnibetulae
Agromyza alnibetulae is een vliegensoort uit de familie van de mineervliegen (Agromyzidae). De wetenschappelijke naam van de soort is voor het eerst geldig gepubliceerd in 1931 door Hendel.

## Waardplanten
Hij komt voor op:
- Betula pendula (Ruwe berk)
- Betula pubescens (Zachte berk)